# Between Two Fires (film 1914)
Between Two Fires è un cortometraggio muto del 1914 diretto da Edgar Jones. Il film, sceneggiato da George Terwilliger, era interpretato dallo stesso regista, da Louise Huff e da James Farrell.

## Produzione
Il film fu prodotto dalla Lubin Manufacturing Company.

## Distribuzione
Distribuito dalla General Film Company, il film - un cortometraggio di due bobine - venne distribuito nelle sale USA l'8 gennaio 1914.